# Eski Cami (Komotini)

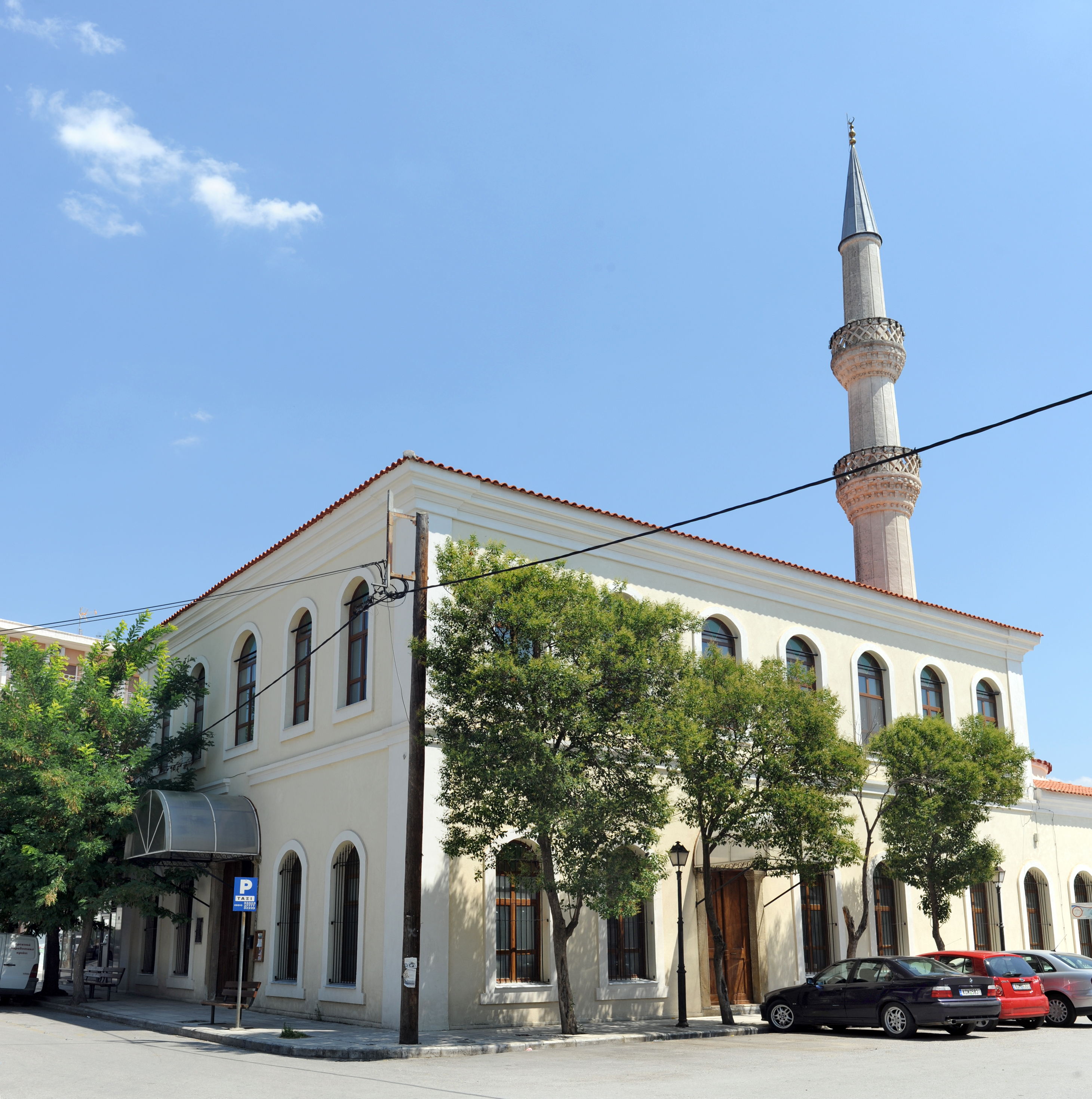
Alte Moschee

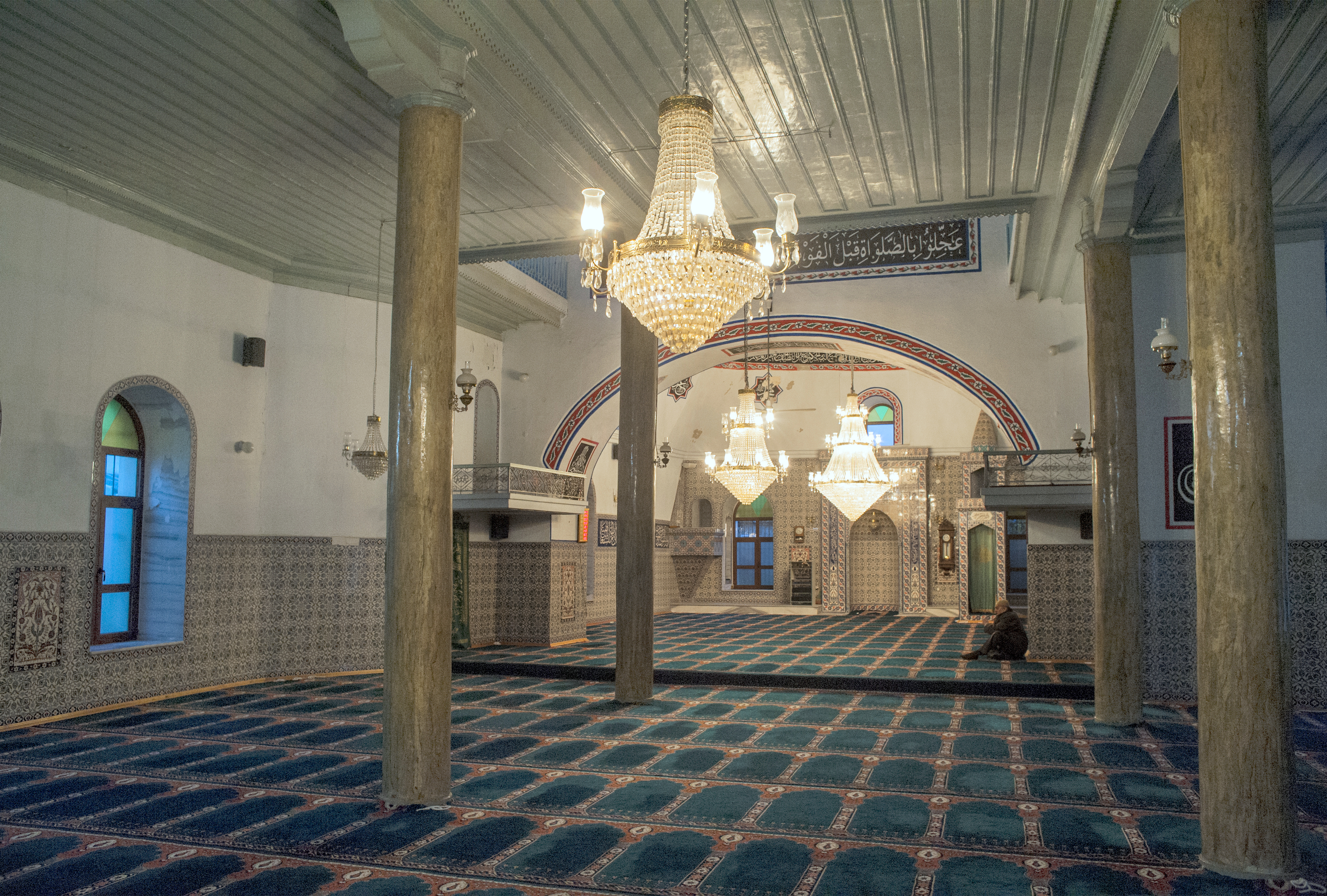
Innenansicht der Alten Moschee

Die Eski Cami (griechisch Εσκί Τζαμί Eskí Tzamí, deutsch ‚Alte Moschee‘) oder (Παλαιό Τέμενος Paleó Témenos) ist eine Moschee im Zentrum der griechischen Stadt Komotini.
Nach Evliya Çelebi wurde die kleine, einräumige Moschee 1608 bis 1609 an der Stelle einer zuvor abgebrochenen alten Kirche errichtet. Das relativ niedrige Bauwerk wird von einer Kuppel bedeckt, die auf einer kreisförmigen Trommel ruht. Eine Inschrift bezeugt Reparaturarbeiten in den Jahren 1677 und 1678. Ihr heutiges Aussehen stammt von den umfangreichen Umbaumaßnahmen in den Jahren 1853 und 1854. Lediglich die ursprüngliche Gebetsnische blieb erhalten. In dieser Zeit wurde auch das schlanke Minarett mit den ungewöhnlichen Doppelscherefes errichtet. Möglicherweise wurden die Arbeiten auf Anordnung oder auf Kosten des Sultans Abdülmecid I. ausgeführt, da Minarette herrschaftliches Vorrecht darstellten.
Obwohl die Moschee nach der Neuen Moschee errichtet wurde, wird sie als Alte Moschee bezeichnet, weil sie im alten Stadtviertel (Παλαιά συνοικία) errichtet wurde.